# Kapsockerfågel
Kapsockerfågel (Promerops cafer) är en fågel i familjen sockerfåglar inom ordningen tättingar.

## Utseende
Kapsockerfågeln är en stor tätting med en nedåtböjd näbb och en lång avsmalnad stjärt. Ovansidan är brun med vitt mustaschstreck och gul undergump. Drakensbergsockerfågeln är mindre med mycket kortare stjärt, rostrött på bröst och hjässa. Den saknar även kapsockerfågelns mustaschstreck.

## Utbredning och systematik
Fågeln förekommer i Sydafrika (berg i Kapprovinsen). Den behandlas som monotypisk, det vill säga att den inte delas in i några underarter.

## Levnadssätt
Kapsockerfågeln häckar i högväxta fynbos intill blommande proteor varifrån de tar nektar. Efter häckningen lever de ett kringflackande nomadiskt liv.

## Status
Arten har ett stort utbredningsområde och beståndet anses stabilt. Internationella naturvårdsunionen IUCN listar den därför som livskraftig (LC).

## Bilder

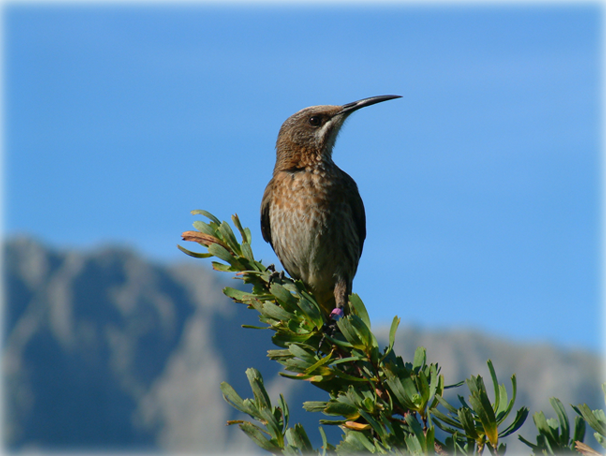
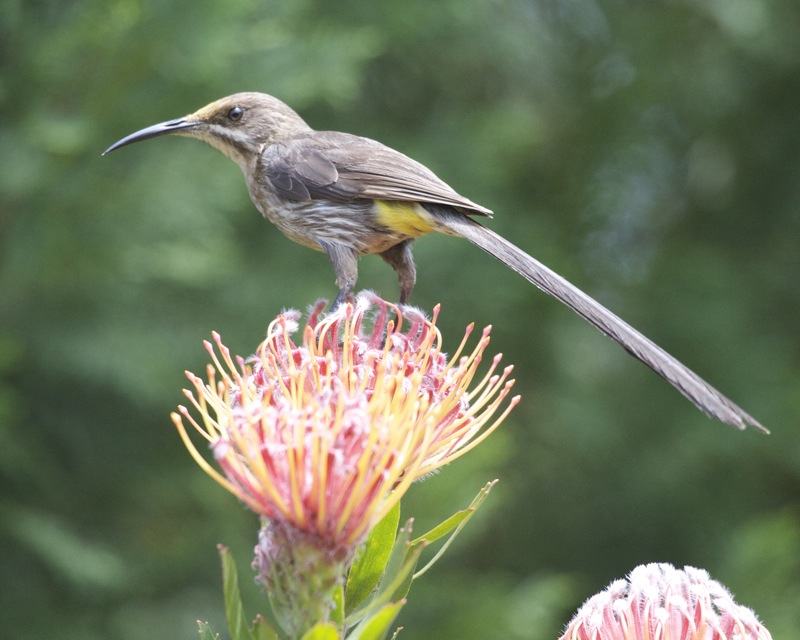
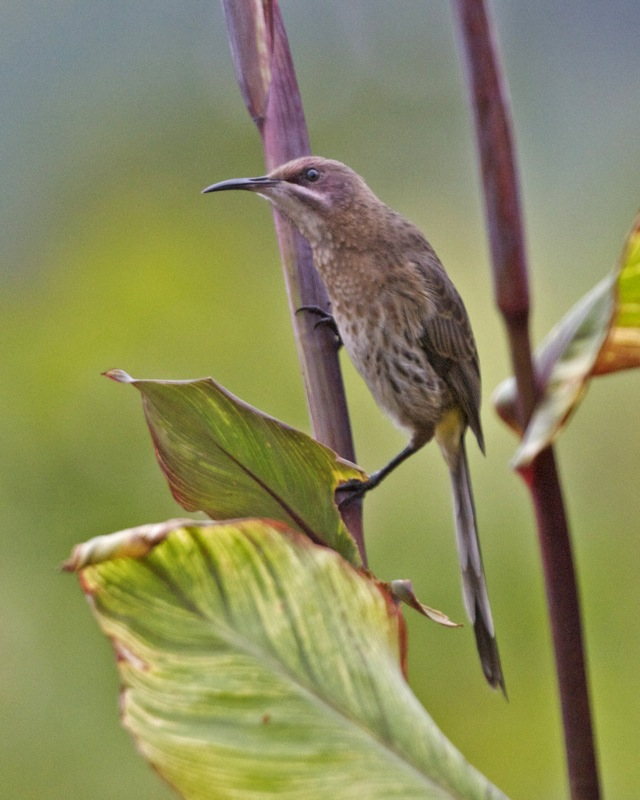
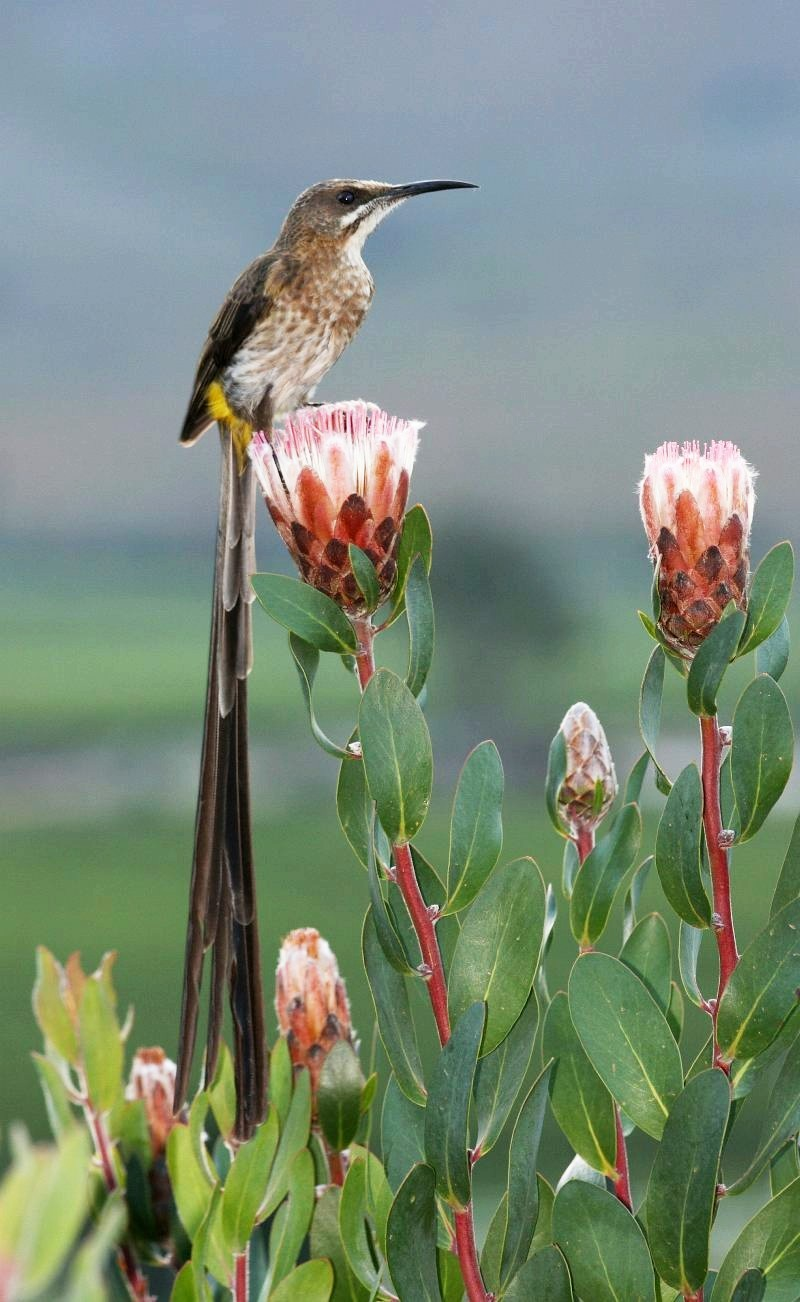
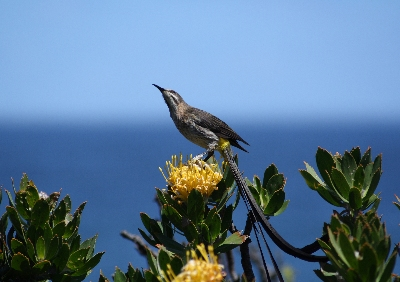
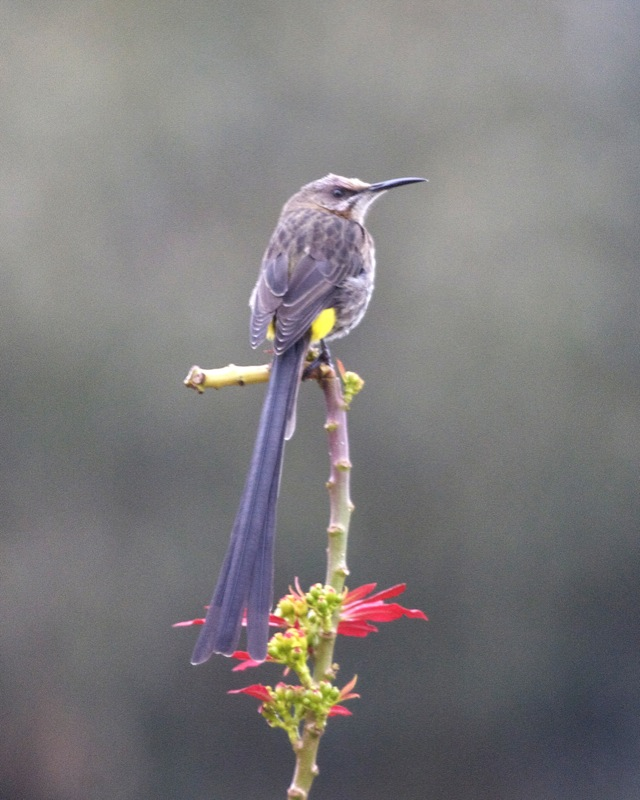
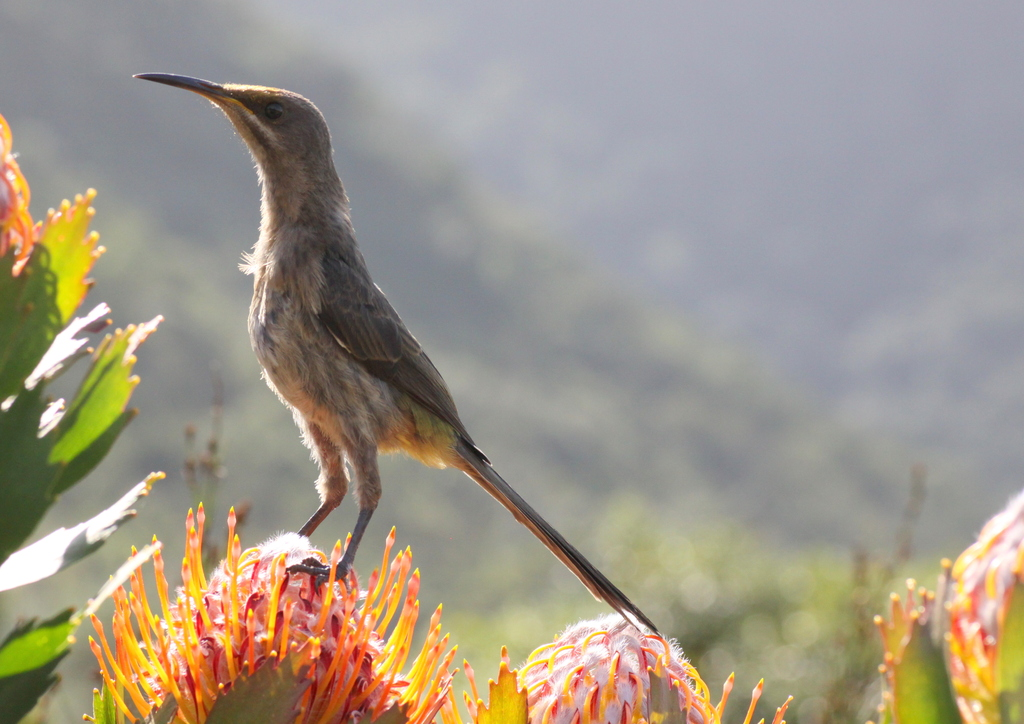
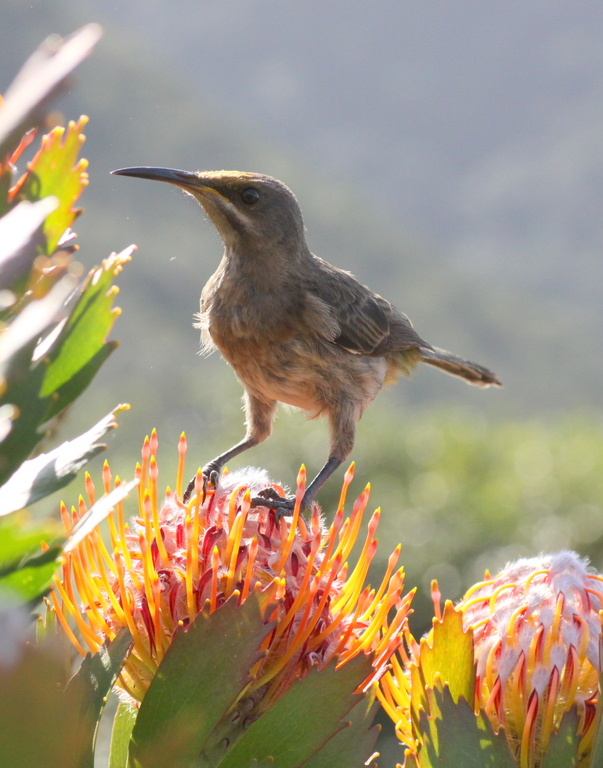
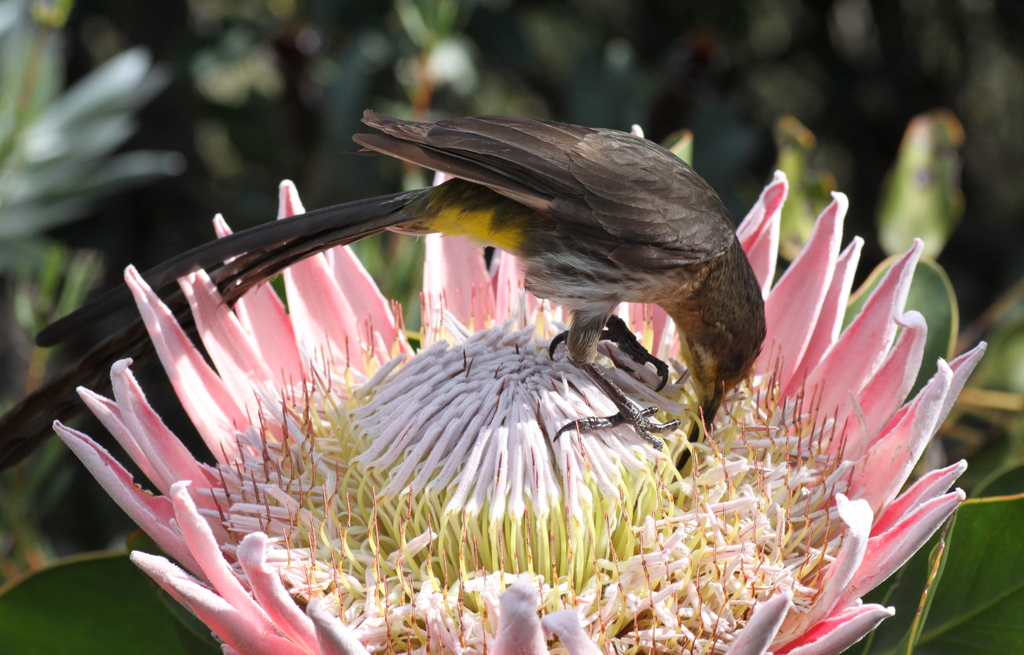
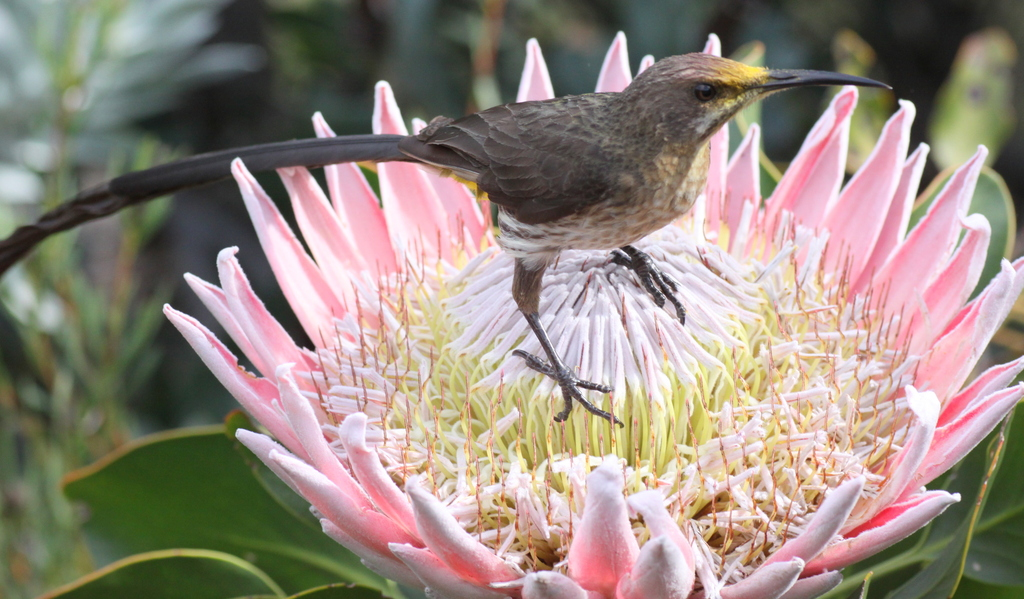